# Merveilles
Merveilles (estilizado em minúsculas como merveilles) é o terceiro álbum de estúdio da banda japonesa de rock Malice Mizer, lançado em 18 de março de 1998, o único lançado em uma gravadora major, a Columbia Music Entertainment.
É o segundo álbum com Gackt nos vocais. Embora a influência erudita ainda seja notável, a banda começou a mostrar sua sonoridade eletrônica, evidenciada nas faixas "Illuminati" e "Ju te Veux". O site de cultura pop japonesa Real Sound creditou Malice Mizer como a primeira banda visual kei a incorporar a estética européia ao heavy metal com as guitarras gêmeas em "Bel Air".

## Recepção e legado
Alcançou a segunda posição nas paradas da Oricon Albums Chart e vendeu 169.290 cópias até a primeira semana de abril enquanto na primeira semana de abril alcançou a décima segunda e vendeu mais 41.900 cópias. Manteve-se nas paradas por dezesseis semanas. No mês de lançamento, foi certificado disco de ouro pela RIAJ. Sendo assim, é o álbum mais vendido do Malice Mizer.
Além disso, os singles do álbum são os de maior sucesso na história da banda. Em 1997, "Bel Air" e "Au Revoir" foram lançados, ambos alcançando a quadrágesima segunda e décima posição respectivamente. "Au Revoir"  foi o primeiro top dez da banda nas paradas, permanecendo por onze semanas. Em 1998, pouco antes do álbum, "Gekka no Yasoukyoku" foi lançado, alcançando a décima primeira posição e permanecendo por 12 semanas, além de ter sido certificado disco de ouro pela RIAJ. Mais tarde, foi seguido por "Illuminati", que alcançou a sétima, e "Le Ciel", o single do Malice Mizer com a classificação mais alta, que alcançou a quarta posição.
Merveilles foi eleito um dos melhores álbuns de 1989-1998 em uma edição de 2004 da revista musical Band Yarouze. Em 2021, a Kerrang! listou Merveilles como um dos 13 álbuns japoneses de rock e metal essenciais.

## Faixas
| N.º | Título                                                                          | Música       | Duração |  |
| 1.  | "De Merveilles"                                                                 | Mana         | 1:07    |  |
| 2.  | "Syunikiss ~Nidome no Aitou~" (Syunikiss 〜二度目の哀悼〜)                      | Yu~Ki        | 4:14    |  |
| 3.  | "Bel Air ~Kuuhaku no Shunkan no Naka De~" (ヴェル・エール ～空白の瞬間の中で～) | Mana         | 5:34    |  |
| 4.  | "Illuminati"                                                                    | Közi         | 5:12    |  |
| 5.  | "Brise"                                                                         | Közi, Gackt  | 5:03    |  |
| 6.  | "Aegean ~Sugisarishi Kaze to Tomoni~" (エーゲ〜過ぎ去りし風と共に〜)            | Mana         | 4:58    |  |
| 7.  | "Au Revoir"                                                                     | Mana         | 4:54    |  |
| 8.  | "Ju te Veux"                                                                    | Közi         | 4:37    |  |
| 9.  | "S-Conscious"                                                                   | Mana         | 3:20    |  |
| 10. | "Le Ciel"                                                                       | Gackt        | 5:00    |  |
| 11. | "Gekka no Yasoukyoku" (月下の夜想曲)                                            | Közi         | 3:45    |  |
| 12. | "Bois de Merveilles"                                                            | Malice Mizer | 1:55    |  |

## Formação
- Gackt – vocais, piano
- Mana – guitarra, teclado
- Közi – guitarra, teclado
- Yu~ki – baixo
- Kami – bateria